# 香港交通安全隊

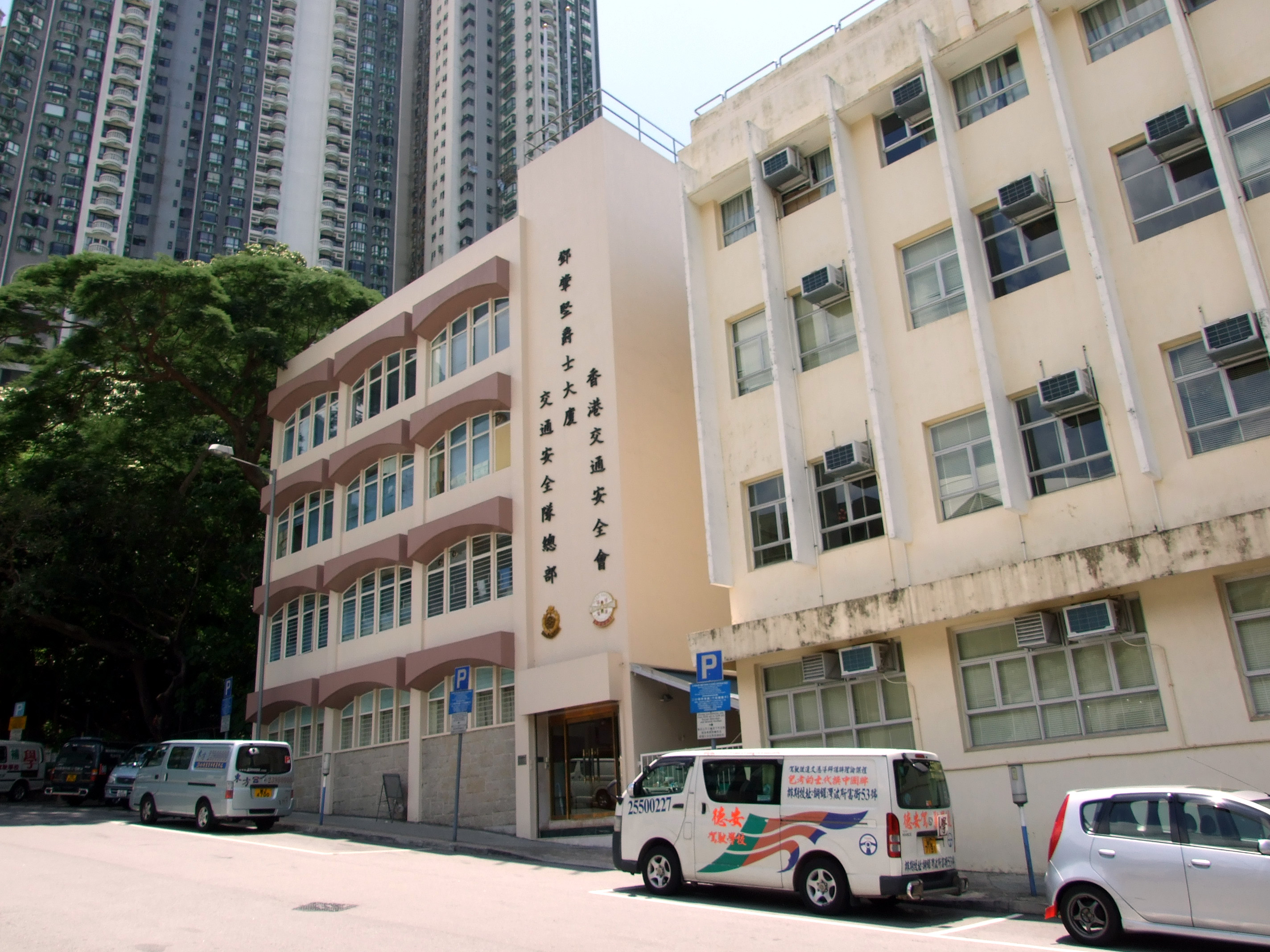
香港交通安全隊總部鄧肇堅爵士大廈

香港交通安全隊（英語：The Hong Kong Road Safety Patrol）是香港交通安全會的一個義工服務組織，旨在從教育著手，向青少年灌輸交通安全常識，使他們清楚了解本身在使用道路時所應有的態度及使用道路的基本常識，從而推廣至同輩及家人，使交通安全常識得以廣泛宣揚，從而降低交通意外數字，做到救人於無形。此外，更可藉此訓練青少年的領導才能，培養他們的責任感及自律性。
香港交通安全隊有逾14,000名隊員，隊伍來自逾280間中小學校，此外，亦有組成12隊長者交通安全隊、逾140隊幼兒交通安全隊及成人隊伍。

## 歷史
香港交通安全會於1961年由靳寧漢神父創立，為增強青少年在使用道路時的知識，並促進公眾認識道路安全的責任，於1963年成立香港交通安全隊。1968年政府撥出一幅位於銅鑼灣掃桿埔的官地作為「香港交通安全會」興建永久會址之用，得到鄧肇堅爵士捐贈建築費用，總部大廈於1975年落成。
歷任總監
- 陳錦釗 太平紳士（1963-1998年度）
- 吳冠章 先生（1992-1995年度）
- 劉漢華 太平紳士，SBS ，CStj ，BEM，JP（1995-1999年度）
- 吳鏡威 先生（1999-2001年度）
- 康寶駒 博士（2001-2009年度）
- 林志傑 醫生 BBS ，MH ，SBStJ，JP（2009-2011年度）
- 崔志仁 先生 MH（2011-2016年度）
- 洪爲民 教授, JP（2016年度-2020年度）
- 廖啟明 醫生 MH ，SBStJ（2020年度-2022年度）

現任總監
- 張家豪 先生 MH

## 格言
- 謹慎禮讓

## 隊員規律
- 力求防範交通意外事件
- 自立好模範取得同學尊敬
- 忠於職守，服從命令

## 階級

### 成人隊伍
- 總監（C，Commissioner）
- 高級副總監（SDC，Senior Deputy Commissioner）非常任職位
- 副總監（DC，Deputy Commissioner）
- 高級助理總監（SAC，Senior Assistant Commissioner）
- 助理總監（AC，Assistant Commissioner）
- 高級總隊監（SCS，Senior Chief Supervisor）
- 總隊監（CS，Chief Supervisor）
- 副總隊監（DCS，Deputy Chief Supervisor）
- 高級隊監（SS，Senior Supervisor）
- 隊監（S，Supervisor）
- 高級副隊監（SDS，Senior Deputy Supervisor）
- 副隊監（DS， Deputy Supervisor）
- 高級助理隊監（SAS，Senior Assistant Supervisor）
- 一級助理隊監（ASI，Assistant Supervisor I）
- 二級助理隊監（ASII，Assistant Supervisor II）
- 三級助理隊監（ASIII，Assistant Supervisor III）
- 見習助理隊監（PAS， Probationary Assistant Supervisor）

### 學校隊伍
中學及小學隊伍 / 幼兒隊伍
- 校長
- 隊監（教師）
- 高級副隊監（教師或教職員）
- 副隊監（教師或教職員）
- 總隊長（學生）
- 副總隊長（學生）
- 隊長（學生）
- 隊員（學生）
- 見習隊員（學生）

## 外部連結
- 香港交通安全會 （页面存档备份，存于）
- 香港交通安全隊 -- 東九龍總區 （页面存档备份，存于）
- 香港交通安全隊 -- 西九龍總區 （页面存档备份，存于）
- 香港交通安全隊 -- 步操樂隊 （页面存档备份，存于）
- 香港交通安全隊 -- 港島及離島總區 （页面存档备份，存于）